# Équipe cycliste Vino-North Qazaqstan Region
L'équipe cycliste Vino-North Qazaqstan Region est une équipe cycliste kazakhe créée en 2014 et ayant le statut d'équipe continentale.

## Histoire de l'équipe

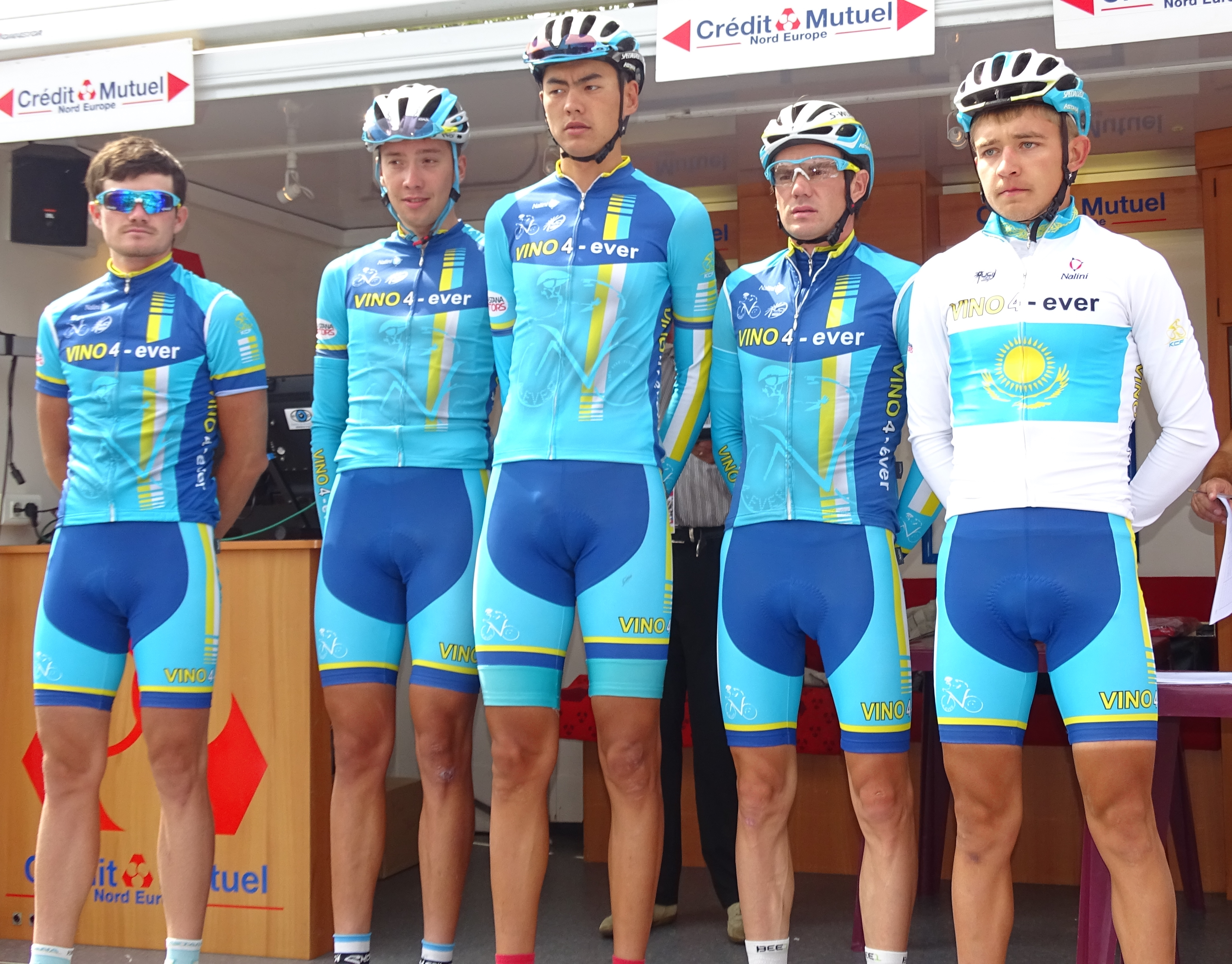
L'équipe Vino 4-ever à la présentation du Grand Prix des Marbriers 2015.

L'équipe est créée en 2014.

## Dopage
Le 17 juin 2018, Viktor Okishev est testé positif à l'EPO lors d'un contrôle hors compétition. Il est suspendu 8 ans par la Fédération kazakhe, soit jusqu'au 30 juin 2026,.

## Principales victoires

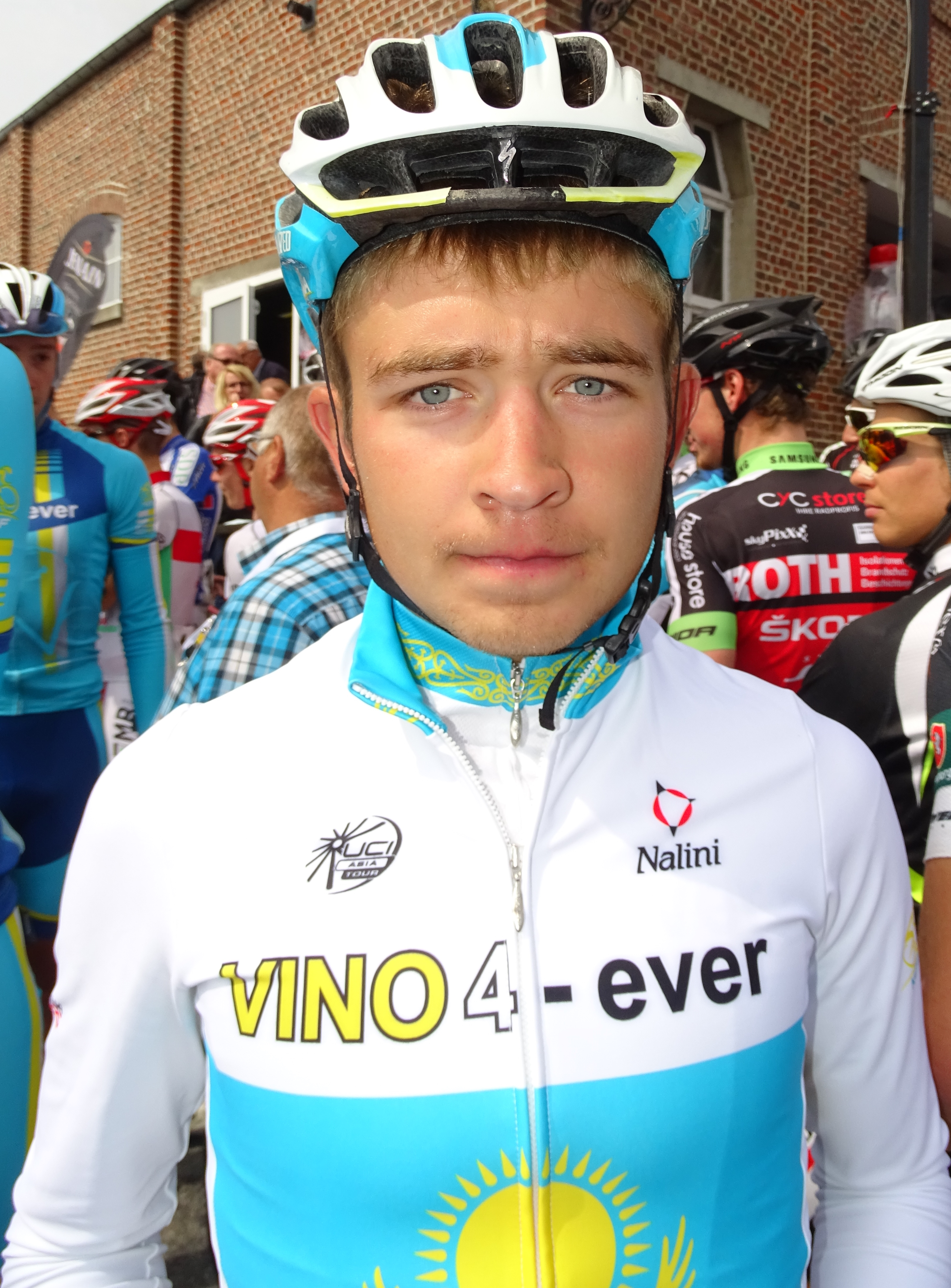
Oleg Zemlyakov avec le maillot de l'équipe en 2015.

### Courses d'un jour
- Grand Prix Side : 2018 (Stepan Astafyev)
- Odessa Grand Prix : 2019 (Matvey Nikitin)
- Grand Prix Velo Alanya : 2020 (Daniil Pronskiy)
- Grand Prix Aspendos : 2023 (Yegor Strelnikov)
- Grand Prix Kültepe : 2023 (Daniil Marukhin)

### Courses par étapes
- Tour des Philippines : 2016 (Oleg Zemlyakov)
- Tour de Thaïlande : 2017 (Yevgeniy Gidich)
- Tour de Cappadoce : 2018 (Alexandr Ovsyannikov)

### Championnats nationaux
- Championnats du Kazakhstan sur route : 3
  - Course en ligne : 2015 (Oleg Zemlyakov)
  - Course en ligne espoirs : 2015 (Oleg Zemlyakov)
  - Contre-la-montre espoirs : 2016 (Yuriy Natarov)

## Classements UCI
L'équipe participe aux épreuves des circuits continentaux et en particulier de l'UCI Asia Tour. Les tableaux ci-dessous présentent les classements de l'équipe sur les différents circuits, ainsi que son meilleur coureur au classement individuel.
UCI Asia Tour
| UCI Asia Tour | UCI Asia Tour          | UCI Asia Tour                             | UCI Asia Tour |
| Année         | Classement par équipes | Meilleur coureur au classement individuel |               |
| ------------- | ---------------------- | ----------------------------------------- | ------------- |
| 2014          | 27e                    | Oleg Zemlyakov (53e)                      |               |
| 2015          | 15e                    | Oleg Zemlyakov (40e)                      |               |
| 2016          | 4e                     | Yevgeniy Gidich (24e)                     |               |
| 2017          | 12e                    | Yevgeniy Gidich (5e)                      |               |
| 2018          | 11e                    | Stepan Astafyev (12e)                     |               |
| 2019          | 6e                     | Vadim Pronskiy (7e)                       |               |
| 2020          | 3e                     | Yevgeniy Fedorov (2e)                     |               |
| 2021          | 2e                     | Nurbergen Nurlykhassym (27e)              |               |
| 2022          | 27e                    | Ilkhan Dostiyev (97e)                     |               |
| 2023          | 7e                     | Daniil Marukhin (4e)                      |               |
|               |                        |                                           |               |
| Source : UCI  |                        |                                           |               |

UCI Europe Tour
| UCI Europe Tour | UCI Europe Tour        | UCI Europe Tour                           | UCI Europe Tour |
| Année           | Classement par équipes | Meilleur coureur au classement individuel |                 |
| --------------- | ---------------------- | ----------------------------------------- | --------------- |
| 2014            | 116e                   | Alexandr Shushemoin (620e)                |                 |
| 2015            | 63e                    | Oleg Zemlyakov (131e)                     |                 |
| 2016            | 101e                   | Alexandr Shushemoin (867e)                |                 |
| 2017            | 114e                   | Nikita Sokolov (964e)                     |                 |
| 2018            | 102e                   | Alexandr Ovsyannikov (802e)               |                 |
|                 |                        |                                           |                 |
| Source : UCI    |                        |                                           |                 |

L'équipe est également classée au Classement mondial UCI qui prend en compte toutes les épreuves UCI et concerne toutes les équipes UCI.
| Classement mondial | Classement mondial     | Classement mondial                        | Classement mondial |
| Année              | Classement par équipes | Meilleur coureur au classement individuel |                    |
| ------------------ | ---------------------- | ----------------------------------------- | ------------------ |
| 2016               | -                      | Yevgeniy Gidich (305e)                    |                    |
| 2017               | -                      | Yevgeniy Gidich (187e)                    |                    |
| 2018               | -                      | Stepan Astafyev (274e)                    |                    |
| 2019               | 69e                    | Vadim Pronskiy (333e)                     |                    |
| 2020               | 47e                    | Yevgeniy Fedorov (174e)                   |                    |
| 2021               | 90e                    | Nurbergen Nurlykhassym (882e)             |                    |
| 2022               | 168e                   | Ilkhan Dostiyev (1307e)                   |                    |
| 2023               | 60e                    | Daniil Marukhin (234e)                    |                    |
|                    |                        |                                           |                    |
| Source : UCI       |                        |                                           |                    |

## Saisons précédentes

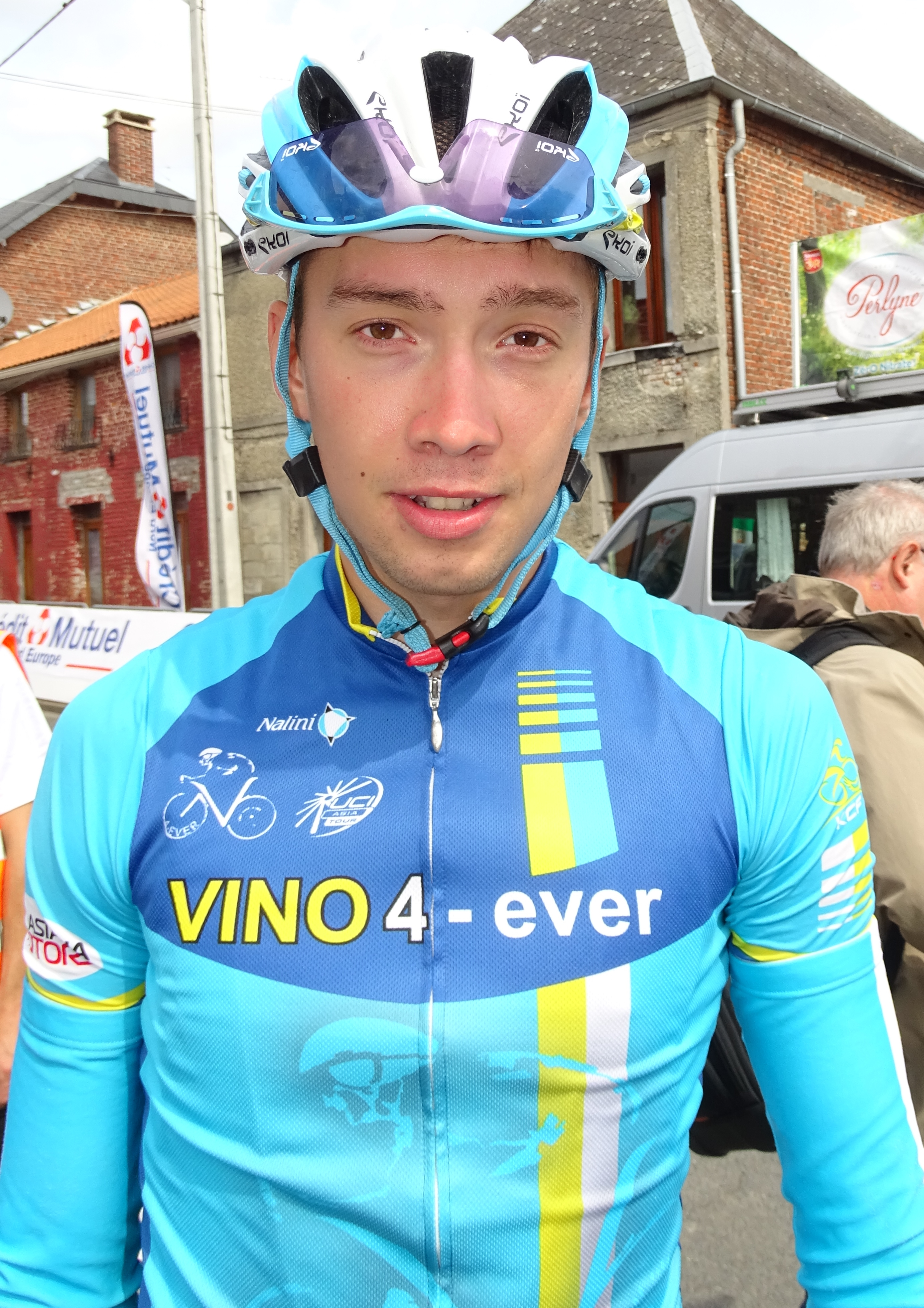
Reportage réalisé le mardi 25 août à l'occasion du départ et de l'arrivée du Grand Prix des Marbriers 2015 à Bellignies, Nord-Pas-de-Calais, France.

## Vino-SKO Team en 2022
| Cycliste             | Date de naissance | Nationalité | Équipe 2021        |  |
| -------------------- | ----------------- | ----------- | ------------------ |  |
| Ruslan Aliyev        | 7 août 2003       | Kazakhstan  |                    |  |
| Ilkhan Dostiyev      | 8 juillet 2002    | Kazakhstan  | Vino-Astana Motors |  |
| Daniil Kirnos        | 7 janvier 2003    | Kazakhstan  |                    |  |
| Vladimir Koltunov    | 7 janvier 2003    | Kazakhstan  |                    |  |
| Nikita Konyayev      | 15 mai 2003       | Kazakhstan  |                    |  |
| Vladimir Mulagaleyev | 17 avril 2002     | Kazakhstan  | Vino-Astana Motors |  |
| Igor Romanov         | 30 octobre 2002   | Kazakhstan  | Vino-Astana Motors |  |
| Alexandr Semenov     | 8 mai 1999        | Kazakhstan  | Vino-Astana Motors |  |
| Yegor Strelnikov     | 1er octobre 2003  | Kazakhstan  |                    |  |
| Bauyrzhan Zhaparuly  | 30 juillet 2002   | Kazakhstan  | Vino-Astana Motors |  |